# Ferdinand Oscar Leu
Ferdinand Oscar Leu (* 8. April 1887 in Zürich; † 25. Februar 1943 in Baden, Kanton Aargau) war ein Schweizer Pianist, Komponist, Musikdirektor, Chorleiter und Dirigent.

## Werk
Ferdinand Leu absolvierte das Konservatorium in Zürich und war als Pianist zeitweise bei den Elf Scharfrichtern und am «Theater Vallé» tätig. Ab 1910 war Leu Leiter verschiedener Chöre, 1915 wurde er als Musikdirektor nach Glarus gewählt. Als Nachfolger von Carl Vogler war Leu ab 1919 in Baden als Gesangslehrer an der Bezirksschule. Für die reformierte Kirchgemeinde wirkte er als Organist und Chorleiter. Dem Männerchor Baden diente er als Dirigent, später auch dem Wettinger Liederkranz.
1924 wirkte er als Jurymitglied am Eidgenössischen Jodlerfest in Basel.